# Waterford (Connecticut, város)
Waterford város az USA Connecticut államában, New London megyében. Lakosainak száma 19 571 fő (2020. április 1.).

## Népesség
A település népességének változása:

| 2010 | 19 517 |
| 2020 | 19 571 |